# NBA All-Star Weekend 2020
L'NBA All-Star Weekend 2020 si è tenuto allo United Center, casa dei Chicago Bulls, dal 14 al 16 febbraio 2020. Questa è stata la terza volta in cui Chicago ha ospitato un All-Star Game, le altre due sono state nel 1973 e nel 1988.
La manifestazione è stata caratterizzata da vari eventi cestistici e si è conclusa con il 69° All-Star Game della NBA. Per la terza volta, il formato dell'All-Star Game non è stato basato su Est contro Ovest.

## All-Star Weekend

### NBA on TNT American Express Road Show
L'NBA All-Star Weekend 2020 è iniziato giovedì 13 febbraio con l'annuale NBA on TNT American Express Road Show, un live della trasmissione Inside the NBA direttamente da Chicago, condotta da Ernie Johnson Jr., Charles Barkley, Kenny Smith e Shaquille O'Neal, oltre a delle performance speciali che verranno annunciate in seguito.

### Celebrity Game
L'NBA All-Star Celebrity Game, sponsorizzato da Ruffles, è stato il primo evento di venerdì 14 febbraio e si è disputato alla Wintrust Arena di Chicago.
| Chicago 14 febbraio 2020, ore 19:00 EST | Team Stephen A. | 47 – 62 | Team Wilbon | Wintrust Arena |

| Giocatore                                          |                                              |
| -------------------------------------------------- | -------------------------------------------- |
| Ronnie 2K (2)                                      | Direttore marketing della 2K Sports          |
| Anthony "Spice" Adams                              | Attore, comico ed ex defensive tackle in NFL |
| Taylor Bennett                                     | Rapper                                       |
| LaRoyce Hawkins                                    | Attore (Chicago P.D.)                        |
| Lil Rel Howery                                     | Attore e comico                              |
| Marc Lasry (5)                                     | Milwaukee Bucks co-proprietario              |
| Darius Miles                                       | Ex giocatore NBA                             |
| Katelyn Ohashi                                     | Ginnasta                                     |
| Quavo (3)                                          | Rapper                                       |
| Chance the Rapper                                  | Rapper                                       |
| A'ja Wilson (2)                                    | Giocatrice WNBA                              |
| Nate Robinson                                      | Leggenda dei Chicago Bulls                   |
| Allenatore: Stephen A. Smith (Commentatore ESPN)   |                                              |
| Aiuto allenatore: Guy Fieri (Conduttore TV e chef) |                                              |

| Giocatore                                                  |                                                |
| ---------------------------------------------------------- | ---------------------------------------------- |
| José Andrés                                                | Chef                                           |
| Jon Batiste                                                | Musicista (The Late Show with Stephen Colbert) |
| Kane Brown                                                 | Musicista                                      |
| Bad Bunny (2)                                              | Cantante e rapper                              |
| Hannibal Buress                                            | Attore e comico                                |
| Common (8)                                                 | Rapper                                         |
| Chelsea Gray                                               | Giocatrice WNBA                                |
| Jidenna                                                    | Cantante e rapper                              |
| Famous Los (2)                                             | Comico e social media influencer               |
| Alex Moffat                                                | Attore e comico (Saturday Night Live)          |
| Quentin Richardson (2)                                     | Ex giocatore NBA                               |
| Horace Grant                                               | Leggenda dei Chicago Bulls                     |
| Allenatore: Michael Wilbon (Commentatore ESPN)             |                                                |
| Aiuto allenatore: Jesse Williams (Attore (Grey's Anatomy)) |                                                |

### Rising Stars Challenge
Il secondo evento del venerdì è l'NBA Rising Stars Challenge, una sfida tra due squadre miste di rookies e sophomores della stagione NBA 2019-2020.
| Ruolo             | Naz.                | Giocatore                | Squadra            | R/S       |
| ----------------- | ------------------- | ------------------------ | ------------------ | --------- |
| PG                | Canada (bandiera)   | Nickeil Alexander-Walker | N.O. Pelicans      | Rookie    |
| AG                | Bahamas (bandiera)  | Deandre Ayton            | Phoenix Suns       | Sophomore |
| GA                | Canada (bandiera)   | R.J. Barrett             | N.Y. Knicks        | Rookie    |
| A                 | Canada (bandiera)   | Brandon Clarke           | Memphis Grizzlies  | Rookie    |
| GA                | Slovenia (bandiera) | Luka Dončić              | Dallas Mavericks   | Sophomore |
| P                 | Canada (bandiera)   | Shai Gilgeous-Alexander  | Oklahoma Thunder   | Sophomore |
| AG                | Giappone (bandiera) | Rui Hachimura            | Wash. Wizards      | Rookie    |
| G                 | Nigeria (bandiera)  | Josh Okogie              | Minnesota T'wolves | Sophomore |
| AP                | Ucraina (bandiera)  | Svjatoslav Mychajljuk    | Detroit Pistons    | Sophomore |
| AG                | Germania (bandiera) | Moritz Wagner            | Wash. Wizards      | Sophomore |
| AG                | Italia (bandiera)   | Nicolò Melli             | N.O. Pelicans      | Rookie    |
| Allenatore:       |                     |                          |                    |           |
| Aiuto allenatore: |                     |                          |                    |           |

| Ruolo             | Giocatore          | Squadra             | R/S       |
| ----------------- | ------------------ | ------------------- | --------- |
| A                 | Miles Bridges      | Charlotte Hornets   | Sophomore |
| P                 | Devonte' Graham    | Charlotte Hornets   | Sophomore |
| AC                | Wendell Carter Jr. | Chicago Bulls       | Sophomore |
| G                 | Tyler Herro        | Miami Heat          | Rookie    |
| P                 | Ja Morant          | Memphis Grizzlies   | Rookie    |
| AC                | Jaren Jackson Jr.  | Memphis Grizzlies   | Sophomore |
| AG                | Zion Williamson    | N.O. Pelicans       | Rookie    |
| PG                | Kendrick Nunn      | Miami Heat          | Rookie    |
| AG                | Eric Paschall      | G.S. Warriors       | Rookie    |
| A                 | P.J. Washington    | Charlotte Hornets   | Rookie    |
| P                 | Trae Young         | Atlanta Hawks       | Sophomore |
| P                 | Collin Sexton      | Cleveland Cavaliers | Sophomore |
| Allenatore:       |                    |                     |           |
| Aiuto allenatore: |                    |                     |           |

1. ↑  Non può partecipare a causa di un infortunio alla caviglia sinistra.
2. ↑  Nicolò Melli è stato scelto al posto dell'infortunato Deandre Ayton.
3. ↑  Non può partecipare a causa di un infortunio al pollice sinistro.
4. ↑  Non può partecipare a causa di un infortunio alla caviglia destra.
5. ↑  Zion Williamson è stato scelto al posto dell'infortunato Wendell Carter Jr.
6. ↑  Collin Sexton è stato scelto al posto dell'infortunato Tyler Herro.

| Chicago 14 febbraio 2020, ore 21:00 EST | Team World | 131 – 151 | Team USA | United Center |

### Skills Challenge
| Ruolo | Giocatore               | Squadra          | Altezza | Peso |
| ----- | ----------------------- | ---------------- | ------- | ---- |
| AC    | Bam Adebayo             | Miami Heat       | 208     | 116  |
| P     | Patrick Beverley        | L.A. Clippers    | 185     | 82   |
| PG    | Spencer Dinwiddie       | Brooklyn Nets    | 198     | 91   |
| AP    | Khris Middleton         | Milwaukee Bucks  | 203     | 106  |
| P     | Derrick Rose            | Detroit Pistons  | 190     | 86   |
| AC    | Domantas Sabonis        | Indiana Pacers   | 208     | 114  |
| A     | Pascal Siakam           | Toronto Raptors  | 206     | 104  |
| AP    | Jayson Tatum            | Boston Celtics   | 203     | 93   |
| P     | Shai Gilgeous-Alexander | Oklahoma Thunder | 198     | 82   |

1. ↑  Non può partecipare a causa di un infortunio all'adduttore.
2. ↑  Shai Gilgeous-Alexander è stato scelto al posto dell'infortunato Derrick Rose.

|  | Quarti di finale | Quarti di finale                        | Quarti di finale            |                            |                            | Semifinali | Semifinali | Semifinali |  |  | Finale | Finale              | Finale |
|  |                  |                                         |                             |                            |                            |            |            |            |  |  |        |                     |        |
|  |                  | Bam Adebayo (Miami)                     | O                           |                            |                            |            |            |            |  |  |        |                     |        |
|  |                  | Spencer Dinwiddie (Brooklyn)            | X                           |                            |                            |            |            |            |  |  |        |                     |        |
|  |                  | Spencer Dinwiddie (Brooklyn)            | X                           |                            | Pascal Siakam (Toronto)    | X          |            |            |  |  |        |                     |        |
|  |                  |                                         |                             |                            | Pascal Siakam (Toronto)    | X          |            |            |  |  |        |                     |        |
|  |                  |                                         | Bam Adebayo (Miami)         | O                          |                            |            |            |            |  |  |        |                     |        |
|  |                  | Patrick Beverley (LA Clippers)          | Bam Adebayo (Miami)         | O                          | X                          |            |            |            |  |  |        |                     |        |
|  |                  | Patrick Beverley (LA Clippers)          |                             |                            | X                          |            |            |            |  |  |        |                     |        |
|  |                  | Pascal Siakam (Toronto)                 | O                           |                            |                            |            |            |            |  |  |        |                     |        |
|  |                  |                                         |                             |                            |                            |            |            |            |  |  |        | Bam Adebayo (Miami) | O      |
|  |                  |                                         |                             | Domantas Sabonis (Indiana) | X                          |            |            |            |  |  |        |                     |        |
|  |                  | Jayson Tatum (Boston)                   | X                           |                            |                            |            |            |            |  |  |        |                     |        |
|  |                  | Domantas Sabonis (Indiana)              | O                           |                            |                            |            |            |            |  |  |        |                     |        |
|  |                  | Domantas Sabonis (Indiana)              | O                           |                            | Domantas Sabonis (Indiana) | O          |            |            |  |  |        |                     |        |
|  |                  |                                         |                             |                            | Domantas Sabonis (Indiana) | O          |            |            |  |  |        |                     |        |
|  |                  |                                         | Khris Middleton (Milwaukee) | X                          |                            |            |            |            |  |  |        |                     |        |
|  |                  | Khris Middleton (Milwaukee)             | Khris Middleton (Milwaukee) | X                          | O                          |            |            |            |  |  |        |                     |        |
|  |                  | Khris Middleton (Milwaukee)             |                             |                            | O                          |            |            |            |  |  |        |                     |        |
|  |                  | Shai Gilgeous-Alexander (Oklahoma City) | X                           |                            |                            |            |            |            |  |  |        |                     |        |

### Three Point Contest
| Ruolo | Giocatore       | Squadra           | Altezza | Peso | Primo round | Ultimo round |
| ----- | --------------- | ----------------- | ------- | ---- | ----------- | ------------ |
| AC    | Dāvis Bertāns   | Wash. Wizards     | 208     | 95   | 26          | 22           |
| P     | Devonte' Graham | Charlotte Hornets | 188     | 84   | 18          | NDQ          |
| G     | Joe Harris      | Brooklyn Nets     | 198     | 99   | 22          | NDQ          |
| G     | Buddy Hield     | Sacramento Kings  | 193     | 97   | 27          | 27           |
| G     | Zach LaVine     | Chicago Bulls     | 196     | 94   | 23          | NDQ          |
| AP    | Duncan Robinson | Miami Heat        | 203     | 95   | 19          | NDQ          |
| P     | Trae Young      | Atlanta Hawks     | 188     | 82   | 15          | NDQ          |
| G     | Devin Booker    | Phoenix Suns      | 198     | 95   | 27          | 26           |

### Slam Dunk Contest
| Ruolo | Giocatore         | Squadra         | Altezza | Peso | Primo round | Ultimo round      |
| ----- | ----------------- | --------------- | ------- | ---- | ----------- | ----------------- |
| GA    | Pat Connaughton   | Milwaukee Bucks | 196     | 95   | 95 (45+50)  | DNQ               |
| A     | Aaron Gordon      | Orlando Magic   | 206     | 100  | 100 (50+50) | 197 (50+50+50+47) |
| C     | Dwight Howard     | L.A. Lakers     | 211     | 120  | 90 (41+49)  | DNQ               |
| AP    | Derrick Jones Jr. | Miami Heat      | 201     | 91   | 96 (46+50)  | 198 (50+50+50+48) |

## All-Star Game

### Allenatori
Per i due team, sono stati scelti degli allenatori delle rispettive conference. Frank Vogel, allenatore dei Los Angeles Lakers, è stato scelto per allenare il Team LeBron. Per il Team Giannis, Mike Budenholzer, coach dei Milwaukee Bucks, squadra con il miglior record della Eastern Conference, è ineleggibile in quanto è già stato scelto come allenatore nell'edizione precedente. In sostituzione, per allenare il Team Giannis, è stato scelto Nick Nurse, coach dei Toronto Raptors, squadra con il miglior record della Eastern Conference dopo i Milwaukee Bucks.

### Squadre
Come nelle edizioni precedenti, i giocatori dell'All-Star Game sono stati scelti tramite votazione da parte dei fans, dei media e anche dei giocatori NBA. I fans, che hanno potuto votare tramite il sito dell'NBA o tramite il loro account Google, hanno inciso per il 50%, mentre il voto dei media e dei giocatori ha inciso per il restante 50%, diviso in parti uguali. Le due guardie e gli altri tre giocatori che hanno ottenuto il maggiori numero di voti complessivi, sono stati inseriti nel quintetto di partenza, mentre i due giocatori con il maggior numero di voti totali sono stati nominati capitani delle due squadre. Gli allenatori NBA hanno invece votato per le riserve della rispettiva conference, non potendo però votare giocatori della propria squadra. Ogni allenatore ha potuto scegliere due guardie, tre giocatori di movimento e due wild cards; in caso di scelta di un giocatore che può giocare in più posizioni, gli allenatori sono incoraggiati a scegliere la posizione del giocatore stesso in cui potrebbe essere "più vantaggioso per il team All-Star", indipendentemente dal ruolo indicato nella scheda All-Star o nel ruolo indicato nei tabellini delle partite.
I quintetti base sono stati svelati il 23 gennaio 2020. Trae Young degli Atlanta Hawks e Kemba Walker dei Boston Celtics sono stati scelti come guardie titolari della Eastern Conference, rispettivamente alla loro prima e quarta partecipazione all'All-Star Game, insieme a Pascal Siakam dei Toronto Raptors, Giannīs Antetokounmpo dei Milwaukee Bucks ed il centro Joel Embiid dei Philadelphia 76ers, rispettivamente alla prima, quarta e terza chiamata.
Luka Dončić dei Dallas Mavericks e James Harden degli Houston Rockets sono stati invece i più votati tra le guardie della Western Conference, guadagnandosi così la loro prima ed ottava chiamata. Insieme a loro, faranno parte del quintetto titolare Kawhi Leonard dei Los Angeles Clippers, alla sua quarta chiamata, oltre ad Anthony Davis e LeBron James dei Los Angeles Lakers, rispettivamente alla settima e sedicesima chiamata.
Le riserve sono state invece scelte il 30 gennaio 2020.
- In corsivo i due giocatori con il maggior numero di voti per conference.

| Ruolo          | Giocatore             | Squadra            | N° di partecipazioni |
| Quintetto base | Quintetto base        | Quintetto base     | Quintetto base       |
| -------------- | --------------------- | ------------------ | -------------------- |
| G              | Trae Young            | Atlanta Hawks      | 1                    |
| G              | Kemba Walker          | Boston Celtics     | 4                    |
| A              | Giannīs Antetokounmpo | Milwaukee Bucks    | 4                    |
| A              | Pascal Siakam         | Toronto Raptors    | 1                    |
| C              | Joel Embiid           | Philadelphia 76ers | 3                    |
| Riserve        |                       |                    |                      |
| A              | Jimmy Butler          | Miami Heat         | 5                    |
| A              | Bam Adebayo           | Miami Heat         | 1                    |
| G              | Ben Simmons           | Philadelphia 76ers | 2                    |
| A              | Khris Middleton       | Milwaukee Bucks    | 2                    |
| G              | Kyle Lowry            | Toronto Raptors    | 6                    |
| C              | Domantas Sabonis      | Indiana Pacers     | 1                    |
| A              | Jayson Tatum          | Boston Celtics     | 1                    |

| Ruolo          | Giocatore         | Squadra             | N° di partecipazioni |
| Quintetto base | Quintetto base    | Quintetto base      | Quintetto base       |
| -------------- | ----------------- | ------------------- | -------------------- |
| G              | Luka Dončić       | Dallas Mavericks    | 1                    |
| G              | James Harden      | Houston Rockets     | 8                    |
| A              | LeBron James      | L.A. Lakers         | 16                   |
| A              | Kawhi Leonard     | L.A. Clippers       | 4                    |
| C              | Anthony Davis     | L.A. Lakers         | 7                    |
| Riserve        |                   |                     |                      |
| C              | Nikola Jokić      | Denver Nuggets      | 2                    |
| G              | Damian Lillard    | Portland T. Blazers | 5                    |
| C              | Rudy Gobert       | Utah Jazz           | 1                    |
| A              | Brandon Ingram    | N.O. Pelicans       | 1                    |
| G              | Chris Paul        | Oklahoma Thunder    | 10                   |
| G              | Donovan Mitchell  | Utah Jazz           | 1                    |
| G              | Russell Westbrook | Houston Rockets     | 9                    |
| G              | Devin Booker      | Phoenix Suns        | 1                    |

### Draft
La scelta dei giocatori si terrà il 6 febbraio 2020. LeBron James e Giannīs Antetokounmpo, i capitani delle due squadre, sceglieranno tra gli otto giocatori scelti come titolari e tra i 14 giocatori (sette per ogni conference) scelti dagli allenatori NBA. Il Commissioner NBA Adam Silver potrà invece selezionare il sostituto di ogni giocatore infortunato che non può partecipare all'All-Star Game, scegliendo però un giocatore della stessa conference. Il giocatore verrà poi inserito nella squadra in cui il giocatore infortunato è stato scelto. Se il giocatore sostituito è uno dei cinque titolari, l'allenatore della squadra sceglierà chi schierare nel quintetto base.
| Scelta | Giocatore         | Squadra |
| ------ | ----------------- | ------- |
| 1      | Anthony Davis     | LeBron  |
| 2      | Joel Embiid       | Giannis |
| 3      | Kawhi Leonard     | LeBron  |
| 4      | Pascal Siakam     | Giannis |
| 5      | Luka Dončić       | LeBron  |
| 6      | Kemba Walker      | Giannis |
| 7      | James Harden      | LeBron  |
| 8      | Trae Young        | Giannis |
| 9      | Khris Middleton   | Giannis |
| 10     | Damian Lillard    | LeBron  |
| 11     | Bam Adebayo       | Giannis |
| 12     | Ben Simmons       | LeBron  |
| 13     | Rudy Gobert       | Giannis |
| 14     | Nikola Jokić      | LeBron  |
| 15     | Jimmy Butler      | Giannis |
| 16     | Jayson Tatum      | LeBron  |
| 17     | Kyle Lowry        | Giannis |
| 18     | Chris Paul        | LeBron  |
| 19     | Brandon Ingram    | Giannis |
| 20     | Russell Westbrook | LeBron  |
| 21     | Donovan Mitchell  | Giannis |
| 22     | Domantas Sabonis  | LeBron  |

### Formazione
| Ruolo                                  | Giocatore         | Squadra             |
| Quintetto base                         | Quintetto base    | Quintetto base      |
| -------------------------------------- | ----------------- | ------------------- |
| A                                      | LeBron James      | L.A. Lakers         |
| C                                      | Anthony Davis     | L.A. Lakers         |
| A                                      | Kawhi Leonard     | L.A. Clippers       |
| G                                      | Luka Dončić       | Dallas Mavericks    |
| G                                      | James Harden      | Houston Rockets     |
| Riserve                                |                   |                     |
| G                                      | Damian Lillard    | Portland T. Blazers |
| G                                      | Ben Simmons       | Philadelphia 76ers  |
| C                                      | Nikola Jokić      | Denver Nuggets      |
| A                                      | Jayson Tatum      | Boston Celtics      |
| G                                      | Chris Paul        | Oklahoma Thunder    |
| G                                      | Russell Westbrook | Houston Rockets     |
| C                                      | Domantas Sabonis  | Indiana Pacers      |
| G                                      | Devin Booker      | Phoenix Suns        |
| Allenatore: Frank Vogel ( L.A. Lakers) |                   |                     |

| Ruolo                                     | Giocatore             | Squadra            |                |
| Quintetto base                            | Quintetto base        | Quintetto base     | Quintetto base |
| ----------------------------------------- | --------------------- | ------------------ | -------------- |
| A                                         | Giannīs Antetokounmpo | Milwaukee Bucks    |                |
| C                                         | Joel Embiid           | Philadelphia 76ers |                |
| A                                         | Pascal Siakam         | Toronto Raptors    |                |
| G                                         | Kemba Walker          | Boston Celtics     |                |
| G                                         | Trae Young            | Atlanta Hawks      |                |
| Riserve                                   |                       |                    |                |
| A                                         | Khris Middleton       | Milwaukee Bucks    |                |
| A                                         | Bam Adebayo           | Miami Heat         |                |
| C                                         | Rudy Gobert           | Utah Jazz          |                |
| G                                         | Jimmy Butler          | Miami Heat         |                |
| G                                         | Kyle Lowry            | Toronto Raptors    |                |
| A                                         | Brandon Ingram        | N.O. Pelicans      |                |
| G                                         | Donovan Mitchell      | Utah Jazz          |                |
| Allenatore: Nick Nurse ( Toronto Raptors) |                       |                    |                |

1. ↑  Non può partecipare a causa di un infortunio all'inguine.
2. ↑  Devin Booker è stato scelto al posto dell'infortunato Damian Lillard.

### Partita
Il 30 gennaio 2020, la NBA annuncia che la partita delle stelle si svolgerà seguendo un nuovo formato. I primi tre quarti saranno giocati come tre partite separate, con il tabellone che verrà resettato al termine di ogni quarto. La squadra vincente del quarto otterrà 100.000$ per l'organizzazione benefica scelta. Al termine dei tre quarti, verranno sommati i punteggi; verrà quindi fissato come punteggio da raggiungere il punteggio più alto delle due squadre, al quale verranno aggiunti 24 punti, in onore al numero di maglia di Kobe Bryant, scomparso il 26 gennaio 2020. La prima squadra che raggiungerà il punteggio prefissato vincerà la partita e riceverà 200.000$ da destinare sempre all'ente benefico scelto in precedenza. Se una delle due squadre vince tutti e tre i quarti e vince anche l'ultimo quarto, verranno donati 500.000$ alla squadra vincente e 100.000$ alla squadra perdente.
| Arbitri: | Courtney Kirkland Eric Lewis Marc Davis |

|                                    |            |                                      |
| Leonard 30 James, Paul 23 Davis 20 | Punti      | 25 Antetokounmpo 23 Walker 22 Embiid |
| Harden, James, Paul 6              | Assist     | 10 Young                             |
| Davis 9                            | Rimbalzi   | 11 Antetokounmpo, Gobert             |
| Frank Vogel                        | Allenatori | Nick Nurse                           |